# Barleeia caffra
Barleeia caffra is een slakkensoort uit de familie van de Barleeiidae. De wetenschappelijke naam van de soort is voor het eerst geldig gepubliceerd in 1897 door Sowerby III.